# Gūr Parvīz
Gūr Parvīz (persiska: گور پرویز) är en ort i Iran.   Den ligger i provinsen Khuzestan, i den centrala delen av landet, 500 km söder om huvudstaden Teheran. Gūr Parvīz ligger 1 045 meter över havet och antalet invånare är 339.
Terrängen runt Gūr Parvīz är bergig åt sydväst, men åt nordost är den kuperad. Runt Gūr Parvīz är det ganska glesbefolkat, med 38 invånare per kvadratkilometer. Närmaste större samhälle är Dehdez, 16,0 km norr om Gūr Parvīz. Omgivningarna runt Gūr Parvīz är i huvudsak ett öppet busklandskap.